# 1. deild islandzka w piłce nożnej (1986)
Sezon 1986 był 75. sezonem o mistrzostwo Islandii. Drużyna Valur nie obroniła tytułu mistrzowskiego, zdobył go natomiast zespół Fram, zdobywając trzydzieści osiem punktów w osiemnastu meczach. Po sezonie spadły zespoły Breiðablik i ÍB Vestmannaeyja.

## Drużyny
Po sezonie 1985 z ligi spadły zespoły Þróttur Reykjavík i Víkingur Reykjavík, z 2. deild awansowały natomiast drużyny ÍB Vestmannaeyja i Breiðablik.
| Uczestnicy poprzedniej edycji                                                                                 | Uczestnicy poprzedniej edycji | Uczestnicy poprzedniej edycji | Uczestnicy poprzedniej edycji |
| --- | ----------------------------- | ----------------------------- | ----------------------------- |
| VAL | Valur                         | 1                             |                               |
| ÍA | Akraness                      | 2                             |                               |
| ÞÓR | Þór Akureyri                  | 3                             |                               |
| FRA | Fram                          | 4                             |                               |
| ÍBK | Keflavík                      | 5                             |                               |
| KRE | KR                            | 6                             |                               |
| FH | FH                            | 7                             |                               |
| VGA | Víðir Garður                  | 8                             |                               |
| Awans z 2. deild                                                                                              |                               |                               |                               |
| ÍBV | ÍB Vestmannaeyja              | 1                             |                               |
| BRE | Breiðablik                    | 2                             |                               |
| Oznaczenia: - kolumna pierwsza – skróty nazw drużyn, - kolumna trzecia – miejsce zajęte w poprzednim sezonie. |                               |                               |                               |

## Tabela
| Lp. | Drużyna              | M  | Z  | R | P  | Bramki | Bramki | Różn. | Pkt | Uwagi                                    |
| --- | -------------------- | -- | -- | - | -- | ------ | ------ | ----- | --- | ---------------------------------------- |
| 1   | Fram (M)             | 18 | 11 | 5 | 2  | 39     | 13     | +26   | 38  | Puchar Europy • I runda                  |
| 2   | Valur                | 18 | 12 | 2 | 4  | 31     | 11     | +20   | 38  | Puchar UEFA • 1/32 finału                |
| 3   | Akraness             | 18 | 9  | 3 | 6  | 33     | 22     | +11   | 30  | Puchar Zdobywców Pucharów • 1/16 finału1 |
| 4   | KR                   | 18 | 7  | 8 | 3  | 21     | 10     | +11   | 29  |                                          |
| 5   | Keflavík             | 18 | 9  | 1 | 8  | 25     | 27     | −2    | 28  |                                          |
| 6   | Þór Akureyri         | 18 | 6  | 4 | 8  | 21     | 31     | −10   | 22  |                                          |
| 7   | Víðir Garður         | 18 | 5  | 4 | 9  | 21     | 25     | −4    | 19  |                                          |
| 8   | FH                   | 18 | 5  | 4 | 9  | 24     | 36     | −12   | 19  |                                          |
| 9   | Breiðablik (S)       | 18 | 4  | 4 | 10 | 18     | 35     | −17   | 16  | Spadek do 2. deild                       |
| 10  | ÍB Vestmannaeyja (S) | 18 | 3  | 3 | 12 | 20     | 43     | −23   | 12  | Spadek do 2. deild                       |

## Wyniki
| Gospodarz \ Gość | ÍA  | BRE | FRA | FH  | KRE | ÍBK  | VAL | ÍBV | VGA | ÞÓR |
| Akraness         |     | 2:1 | 0:0 | 1:0 | 0:2 | 1:2  | 2:3 | 1:0 | 0:1 | 5:1 |
| Breiðablik       | 1:4 |     | 0:1 | 2:1 | 1:2 | 1:0  | 0:7 | 2:2 | 0:1 | 3:0 |
| Fram             | 3:1 | 2:1 |     | 2:2 | 2:1 | 0:1  | 0:1 | 3:0 | 4:1 | 2:1 |
| FH               | 1:4 | 2:2 | 1:6 |     | 0:0 | 2:1  | 0:1 | 4:1 | 2:1 | 1:0 |
| KR               | 1:1 | 3:1 | 0:0 | 1:1 |     | 1:0  | 0:0 | 4:0 | 0:1 | 0:0 |
| Keflavík         | 2:3 | 1:0 | 1:1 | 3:2 | 2:1 |      | 0:4 | 1:0 | 2:1 | 2:3 |
| Valur            | 1:0 | 0:1 | 1:1 | 5:0 | 0:3 | 0:1  |     | 3:1 | 1:0 | 1:0 |
| ÍB Vestmannaeyja | 0:3 | 1:1 | 1:5 | 3:1 | 1:1 | 1:4  | 0:1 |     | 3:2 | 1:2 |
| Víðir Garður     | 2:2 | 5:0 | 0:4 | 1:3 | 0:0 | 3:02 | 0:1 | 1:2 |     | 0:0 |
| Þór Akureyri     | 1:3 | 1:1 | 0:3 | 2:1 | 0:1 | 3:2  | 2:1 | 4:3 | 1:1 |     |

Źródło:  (ang.)
Objaśnienia:
1Drużyna gospodarzy jest wymieniona po lewej stronie tabeli.
2Keflavík wystawił nieuprawnionego gracza, wskutek czego mecz został zweryfikowany na korzyść rywali ze zmianą wyniku z 0:1 na 3:0.
Kolory: zielony – zwycięstwo gospodarzy, żółty – remis, różowy – zwycięstwo gości.

## Najlepsi strzelcy
| Bramki | Strzelcy              | Drużyna      |
| ------ | --------------------- | ------------ |
| 19     | Guðmundur Torfason    | Fram         |
| 10     | Guðmundur Steinsson   | Fram         |
| 10     | Sigurjón Kristjánsson | Valur        |
| 9      | Valgeir Bárðason      | Akraness     |
| 7      | Ingi Björn Albertsson | FH           |
| 7      | Jón Þórir Jónsson     | Breiðablik   |
| 6      | 7 zawodników          | 7 zawodników |
| 5      | 4 zawodników          | 4 zawodników |